# Sid y Nancy
Sid y Nancy (en inglés: Sid and Nancy) es una película biográfica británica de 1986 dirigida por Alex Cox y protagonizada por Gary Oldman y Chloe Webb. La película retrata la vida de Sid Vicious, miembro de la famosa banda de música punk Sex Pistols, y su relación con su groupie y luego pareja Nancy Spungen.

## Argumento
El 12 de octubre de 1978, la policía acude al Hotel Chelsea de la ciudad de Nueva York , donde encuentra muerta a Nancy Spungen . Su novio, el ex bajista de los Sex Pistols Sid Vicious , es detenido. Sid es conducido a una comisaría y le piden que describa lo sucedido.
Poco más de un año antes, en 1977, Sid y Johnny Rotten , dos amigos íntimos y miembros de la banda , conocen a Nancy, una groupie estadounidense adicta a la heroína que había llegado a Londres para acostarse con los Sex Pistols. Sid la rechaza al principio, ya que sus intenciones son obvias, pero comienza a salir con ella después de sentir simpatía por el rechazo que enfrenta por parte de sus compañeros intérpretes de punk. Los dos se conectan rápidamente por el consumo de heroína, y se da a entender que Nancy le presenta la droga a Sid.
Sid y Nancy se enamoran profundamente, pero su relación autodestructiva, alimentada por las drogas, desgasta la relación de Sid con el resto de la banda. Nancy está angustiada cuando Sid se va a una gira estadounidense de un mes sin ella. La gira es notablemente desastrosa, con Sid fuera de sí, a menudo borracho o con metanfetamina , y físicamente violento. Phoebe, amiga y road manager de Sid, intenta sin éxito ayudarlo a dejar de beber. Mientras tanto, Nancy permanece en Londres, quedándose con su amiga Linda, una dominatriz . Aunque varios de los amigos y conocidos de Sid le advierten del efecto devastador de Nancy en su vida, Sid ignora obstinadamente estas advertencias. El 17 de enero de 1978, en medio de la gira estadounidense del grupo, la banda se disuelve.
Sid se reúne con Nancy en la ciudad de Nueva York e intenta comenzar una carrera en solitario con Nancy como su representante. Los dos visitan París para comenzar las sesiones de grabación, pero el viaje es infructuoso. Sid es rápidamente descartado en la industria de la música como un fracasado, y él y Nancy caen más profundamente en la adicción a la heroína; Nancy también comienza a sufrir una depresión severa , y la pareja finalmente hace un pacto de suicidio . Nancy lleva a Sid a Filadelfia para que conozca a su familia, quienes están horrorizados por el comportamiento imprudente y el estado físico de la pareja. Sid y Nancy regresan a Nueva York y se instalan en el Hotel Chelsea, donde viven en la miseria y dependen de los opiáceos suministrados por su traficante de drogas, Bowery Snax.
Su historia de amor termina trágicamente una noche cuando, durante una discusión en la que Sid anuncia sus planes de dejar de consumir heroína y regresar a Inglaterra para reiniciar su vida, Nancy, con tendencias suicidas, le ruega que la mate. Ella lo ataca y pelean en un estado de confusión inducido por las drogas, lo que lleva a que él la apuñale, aunque si fue intencional o no es algo que queda a la interpretación. Se quedan dormidos y luego Nancy se despierta y se tambalea hasta el baño, donde se derrumba y muere, llamando a Sid para pedir ayuda. Sid es rescatado temporalmente por su madre, que también es adicta a la heroína. Después de que Sid vaga por un restaurante, algunos niños de la calle lo convencen de bailar con ellos. Aparece un taxi y recoge a Sid, y él cree encontrar a Nancy viva en el asiento trasero. Los dos se abrazan mientras el taxi se aleja.
Una posdata dice que Vicious murió de una sobredosis de heroína , y por último dice: "RIP Nancy y Sid".

## Reparto
| - Gary Oldman ... Sid Vicious - Chloe Webb ... Nancy Spungen - David Hayman ... Malcolm - Debby Bishop ... Phoebe - Andrew Schofield ... John - Xander Berkeley ... Bowery Snax - Perry Benson ... Paul - Tony London ... Steve - Sandy Baron ... Hotelier - U.S.A. - Sy Richardson ... Methadone Caseworker - Edward Tudor-Pole ... Hotelier - U.K. - Biff Yeager ... Detective - Courtney Love ... Gretchen - Rusty Blitz ... Reporter - John Spaceley ... Chelsea Resident - Coati Mundi ... Desk Clerk - Ed Pansullo ... Detective - Vincent J. Isaac ... Detective - J. Steven Markus ... Detective - Anne Lambton ... Linda - Sallie Anne Field ... Singer - Kathy Burke ... Brenda Windzor - Sara Sugarman ... Abby National - Mark Monero ... Jah Clive - Michele Winstanley ... Olive McBollocks (as Michèle Winstanley) - Andy Bradford ... Dick Bent - Tom Little ... Publican - Barbara Coles ... Reporter - Pete Lee-Wilson ... Duke Bowman - Graham Fletcher-Cook ... Wally Hairstyle - Stuart Fox ... Rock Head - Victoria Harwood ... Hermione - Jude Alderson ... Ma Vicious - James Snell ... Edward - Niven Boyd ... Rock Head's Trainer - Miguel Sandoval ... Record Company Executive - Richard W. Barker III ... Sid's Minder - Patti Tippo ... Tanned and Sultry Blonde | - John M. Jackson ... Lance Boyles M.D. (as John Jackson) - Peter McCarthy ... Hugh Kares - Desirée Erasmus ... Mrs. Hugh Kares (as Desiree Erasmus) - Gloria LeRoy ... Granma - Milton Selzer ... Granpa - Bruce J. Magrane ... Andy - Stefanie Auerbach ... Bette (as Stephanie Auerbach) - Jeffrey Kumer ... Buzz - Bradley Lieberman ... Chipper - Tricia Bartholome ... Mary Jane - Jeanne McCarthy ... Trell - John Snyder ... Vito - Ron Moseley ... Wax Max (as Ron Moseley Jr.) - Fox Harris ... Old Stain - Iggy Pop ... Prospective Guest - Suchi Asano ... Prospective Guest (as Suchi) - Pray for Rain ... Guitarist (as Dan Wul) - Mitch Dean ... Drummer - Circle Jerks ... Kittens (as The Circle Jerks) - Angel Dove ... Punkette - Sherice Prince ... Punkette - Kelly Louise Lynn ... Punkette - Sri Johnston ... Punkette - Jamie L. Crowe ... Punkette - Julie St. Claire ... Punkette (as Julie Marie Capone) - Raymond Rosario ... ABC Kid - Daniel Louis Rivas ... ABC Kid (as Daniel Rivas) - Favian Xavier ... ABC Kid - Al Alu ... TV Interviewer - Bob Ellis ... Fireman (as Bobby Ellis) - Peyton Kirkpatrick ... Fireman - Jimmy Emig ... Chelsea Child - Keith Morris ... Rikers Junky - Alexander Folk ... Riker's Guard - Dick Rude ... Riker's Guard - G.J. Thomson ... Dancing Kid | - Lawrence Bell Jr. ... Dancing Kid - Rome Jefferson Jr. ... Dancing Kid - Cat Vicious ... Smoky - Alex Cox ... Man Sitting in Mr. Head's Room (sin acreditar) - Colin Davis ... Smeggy (sin acreditar) - Peter Jaques ... Priest Carrying Bottle of Whisky (sin acreditar) - Ken Leicht ... Punk Rocker (sin acreditar) - David McCarthy ... Kid Hustler (sin acreditar) - Slash ... Punk Rocker (sin acreditar) - Anthony Straeger ... Band Manager (sin acreditar) - Jaynie Sustar ... Punkette (sin acreditar) - Barrie Wild ... Longhaired Rocker (sin acreditar) - Del Zamora ... Mexican Transvestite (sin acreditar) |

## Producción
Para la película Oldman perdió peso para representar el papel de Sid Vicious y tuvo que ser hospitalizado brevemente cuando perdió demasiado peso.

## Recepción
La película fue criticada por el excantante de Sex Pistols John Lydon, quien afirmó que la historia del film no se ajusta en nada a la vida de Sid Vicious.

## Diferencias con hechos reales
Nancy Spungen fue hallada muerta en el baño y sentada con la cabeza hacia abajo contra la pared, a diferencia de la película, donde se derrumba agonizante en medio del piso del baño.
En la película, Sid y Nancy se conocen debido a que el y Johnny llegan a casa de una amiga de ellos (Linda), en donde estaba Nancy. En la vida real, ella fue groupie de una banda estadounidense, en una de sus giras en Inglaterra, Johnny se la presenta a Sid.

## Soundtrack
La banda sonora no contiene ninguna canción interpretada por Sex Pistols ni tampoco por el propio Sid Vicious.
| Canción                           | Intérprete    |
| --------------------------------- | ------------- |
| "Love Kills" (Title Track)        | Joe Strummer  |
| "Haunted"                         | The Pogues    |
| "Pleasure and Pain"               | Steve Jones   |
| "Chinese Choppers"                | Pray for Rain |
| "Love Kills"                      | Circle Jerks  |
| "Off the Boat"                    | Pray for Rain |
| "Dum Dum Club"                    | Joe Strummer  |
| "Burning Room"                    | Pray for Rain |
| "She Never Took No for an Answer" | John Cale     |
| "Junk"                            | The Pogues    |
| "I Wanna Be Your Dog"             | Gary Oldman   |
| "My Way"                          | Gary Oldman   |
| "Taxi to Heaven"                  | Pray for Rain |